# 토요휴업제
토요휴업제(土曜休業制)는 한때, 대한민국에서 실시했던 학교 수업 방식이었다.

## 발행
2002년에 주 5일 근무제를 국회에서 통과시키고, 2003년부터 일부 기관에서 시범적으로 5일 근무제를 실시하게 되면서 학교에서도 일부 학교에 한해 시범 운영을 했다. 이후, 2004년에는 매월 넷째 주 토요일에 모든 학교가 출근 및 등교를 하지 않게 되었다.

## 과정
2003년에 일부 학교에 한해 시범적으로 운영을 했고, 2004년에는 모든 학교가 매월 넷째 주 토요일에 출근 및 등교를 하지 않게 되었다. 이후, 다음 해인 2005년부터는 넷째 주 토요일에 이어 둘째 주 토요일에도 모든 학교가 출근 및 등교를 하지 않게 되었다. 다음 표는 해당 날에 출근 및 등교 여부이다.
| 구분      | 토요일에 해당하는 날 | 토요일에 해당하는 날 | 토요일에 해당하는 날 | 토요일에 해당하는 날 | 토요일에 해당하는 날 | 토요일에 해당하는 날 | 토요일에 해당하는 날 | 토요일에 해당하는 날 | 토요일에 해당하는 날 | 토요일에 해당하는 날 | 토요일에 해당하는 날 | 토요일에 해당하는 날 | 토요일에 해당하는 날 | 토요일에 해당하는 날 | 토요일에 해당하는 날 | 토요일에 해당하는 날 | 토요일에 해당하는 날 | 토요일에 해당하는 날 | 토요일에 해당하는 날 | 토요일에 해당하는 날 | 토요일에 해당하는 날 | 토요일에 해당하는 날 | 토요일에 해당하는 날 | 토요일에 해당하는 날 | 토요일에 해당하는 날 | 토요일에 해당하는 날 | 토요일에 해당하는 날 | 토요일에 해당하는 날 | 토요일에 해당하는 날 | 토요일에 해당하는 날 | 토요일에 해당하는 날 |
| --------- | -------------------- | -------------------- | -------------------- | -------------------- | -------------------- | -------------------- | -------------------- | -------------------- | -------------------- | -------------------- | -------------------- | -------------------- | -------------------- | -------------------- | -------------------- | -------------------- | -------------------- | -------------------- | -------------------- | -------------------- | -------------------- | -------------------- | -------------------- | -------------------- | -------------------- | -------------------- | -------------------- | -------------------- | -------------------- | -------------------- | -------------------- |
| 구분      | 01                   | 02                   | 03                   | 04                   | 05                   | 06                   | 07                   | 08                   | 09                   | 10                   | 11                   | 12                   | 13                   | 14                   | 15                   | 16                   | 17                   | 18                   | 19                   | 20                   | 21                   | 22                   | 23                   | 24                   | 25                   | 26                   | 27                   | 28                   | 29                   | 30                   | 31                   |
| 영업 여부 | 임시휴업             | 임시휴업             | 임시휴업             | 영업                 | 영업                 | 영업                 | 영업                 | 영업                 | 영업                 | 영업                 | 휴업                 | 휴업                 | 휴업                 | 휴업                 | 휴업                 | 휴업                 | 휴업                 | 영업                 | 영업                 | 영업                 | 영업                 | 영업                 | 영업                 | 영업                 | 휴업                 | 휴업                 | 휴업                 | 휴업                 | 휴업                 | 휴업                 | 휴업                 |

다만, 학교로 나가는 토요일임에도 불구하고 공휴일(추석, 광복절, 개천절 등)일 경우에는 역시 휴업을 했다. 또한 위의 표처럼 한 달에 토요일이 닷새일 경우에는 마지막 주 토요일에도 학교는 휴업했었다.
또한, 토요휴업제 실시 이전에도 평일의 경우에는 학교 등급 및 학년에 따라 달랐지만, 토요일의 경우에는 학교 등급 및 학년에 상관없이 오전에만 수업을 하고 바로 하교를 했었기 때문에 토요휴업제를 실시한 이후에도 등교를 하는 토요일에는 오전에만 수업을 했었다. 그리고 보통 학교 대부분은 체험활동, 동아리활동, 예체능활동 등으로 스케줄을 대부분 잡았다.

## 폐지
2004년부터 모든 학교에서 실시했던 토요휴업제는 2010년 6월 14일, 이주호 교육과학기술부 장관이 '주 5일 수업제'를 실시하게 되면서 2011년부터는 어떤 토요일이 됐든 등교를 하지 않게 되었다. 이는 모든 학교에서 토요휴업제를 실시한 지 7년 만에 폐지한 것이며, 한 달에 있는 토요일 중 이틀씩 쉬었던 해를 기준으로는 6년 만에 폐지한 것이다. 물론, 다르게 보면 일부 날에 한해 시행되었던 토요휴업제를 토요일 전체에 토요휴업제를 부여했다고 볼 수는 있지만 이 문서에서 말하는 토요휴업제는 등교하는 토요일과 등교하지 않는 토요일이 병행되어 있을 때, 등교하지 않는 토요일을 말한다.
하지만 아직도 대부분의 초등학교/중학교/고등학교 학사일정에 방학이나 공휴일을 제외하고 토요휴업일 항목이 등재되어 있는 경우가 많다.

## 문화
토요휴업제를 실시하게 되면서 생긴 신조어 중 하나가 바로 '놀토'이다. '놀토'는 '노는 토요일'의 줄임말로 '놀' 자는 '노는'의 원형인 '놀다'의 어간인 '놀'에서 본뜬 것이다.
그러나 이제는 토요휴업제가 폐지되면서 가정에 있는 시간이 더 늘어났으며, '놀토'라는 말도 옛말이 되었다. 그러나 한 주에서 무려 이틀 연속으로 쉬고 놀 수 있어서, 그 전날인 금요일에 마치 불타오르듯이 스케줄 짜고, 소비를 하는 문화가 등장하게 됐는데, 이렇게 되며 만들어진 신조어가 '불타는 금요일', '불금'이다. 다만, 가정 형편이 어려운 학생을 위하여 돌봄교실 등 여러 교육 정책을 펼쳤으며, 어느 집단인 경우에는 토요일 하루를 잡아, 현장체험 학습활동을 실시하는 문화도 등장했다.